# Българи в Кувейт
Българите в Кувейт са над 1000 души, по-голямата част от тях работят като български лекари и медицински сестри. През 2005 година българите са 450 – 500 души.

## Култура
През 2007 година към посолството на България е образувано българското училище „Св. св. Кирил и Методий“, организатор на училището е Таша Малешкова. Ученици от три възрастови групи изучават основните предмети – български език, история, география и математика, към него има библиотека с над 1000 тома.